# Toboła (rejon lidzki)
Toboła (biał. Табала, Tabała; ros. Табола, Taboła) – wieś na Białorusi, w obwodzie grodzieńskim, w rejonie lidzkim, w sielsowiecie Bielica.

## Historia
W XIX i w początkach XX w. wieś położona w Rosji, w guberni wileńskiej, w powiecie lidzkim. Należała wówczas do książąt Wittgensteinów, następnie do książąt Hohenlohe.
W dwudziestoleciu międzywojennym leżała w Polsce, w województwie nowogródzkim, w powiecie lidzkim, w gminie Bielica. W 1921 miejscowość liczyła 337 mieszkańców, zamieszkałych w 56 budynkach, w tym 257 Polaków, 68 Białorusinów i 12 osób innej narodowości. 269 mieszkańców było wyznania prawosławnego i 68 rzymskokatolickiego.
Po II wojnie światowej w granicach Związku Sowieckiego. Od 1991 w niepodległej Białorusi.